# 斯布羅索沃耶湖
斯布羅索沃耶湖（英語：Sbrosovoye Lake），是南極洲的湖泊，位於毛德皇后地的阿斯特里德公主海岸，處於秋列尼角西南面1.9公里，在1961年由蘇聯探險隊繪入地圖，現時由南極條約體系管理。